# آجاپنیاک
آجاپنیاک (ارمنی: Աջափնյակ) یک منطقهٔ مسکونی در جمهوری آرتساخ است که در استان شوشی واقع شده‌است.